# Momar Ndao
Momar Ndao est Président de la Commission nationale de Régulation des loyers à usage d'habitation depuis le 1er mars 2023. Il est depuis 1994, le président de l'Association des consommateurs du Sénégal (ASCOSEN) et depuis 2006, président du Réseau des associations de consommateurs de l'Union économique et monétaire ouest-Africaine (UEMOA). 

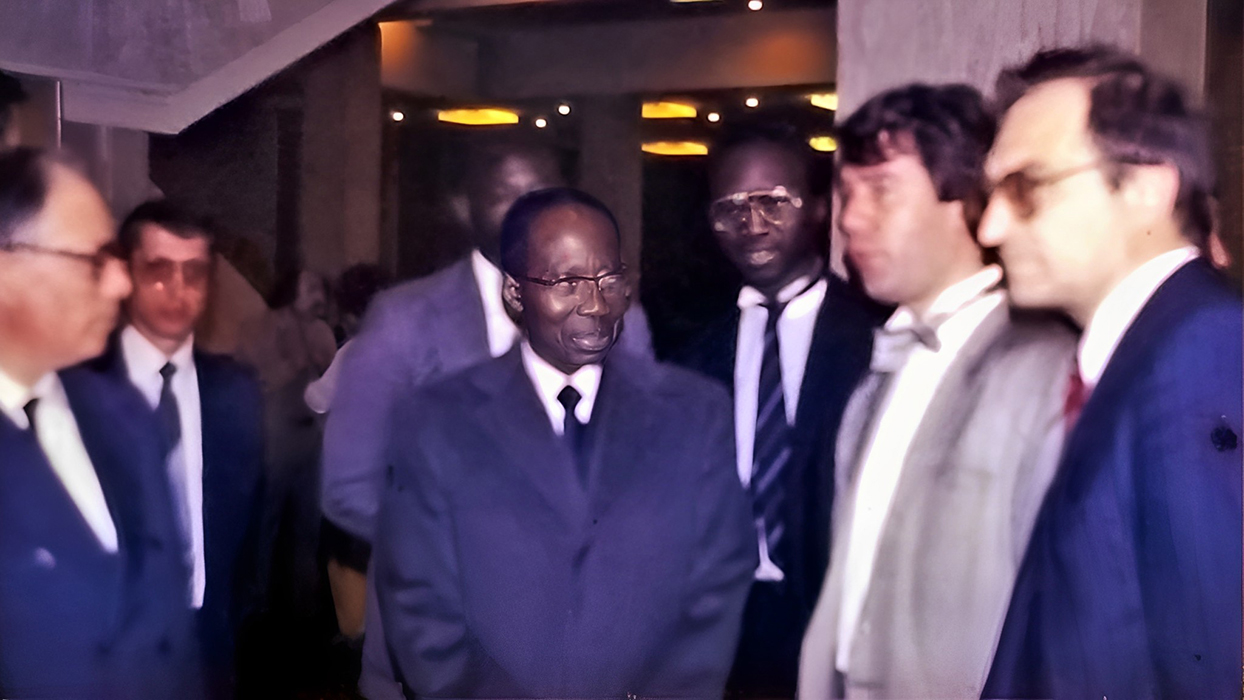
Momar NDAO et le Président Léopold Sédar SENGHOR

Titulaire d'un Master II en Droit de la Régulation et de certificats en Régulation des infrastructures, et en Commerce International, Momar NDAO a été Conseiller technique de l'ancien Président Abdoulaye Wade et du Président M. Macky SALL, Momar Ndao a été aussi membre du Conseil économique et social de la République du Sénégal dont il a été le président de la Commission de la Santé et des Affaires sociales de 2009 à 2013.

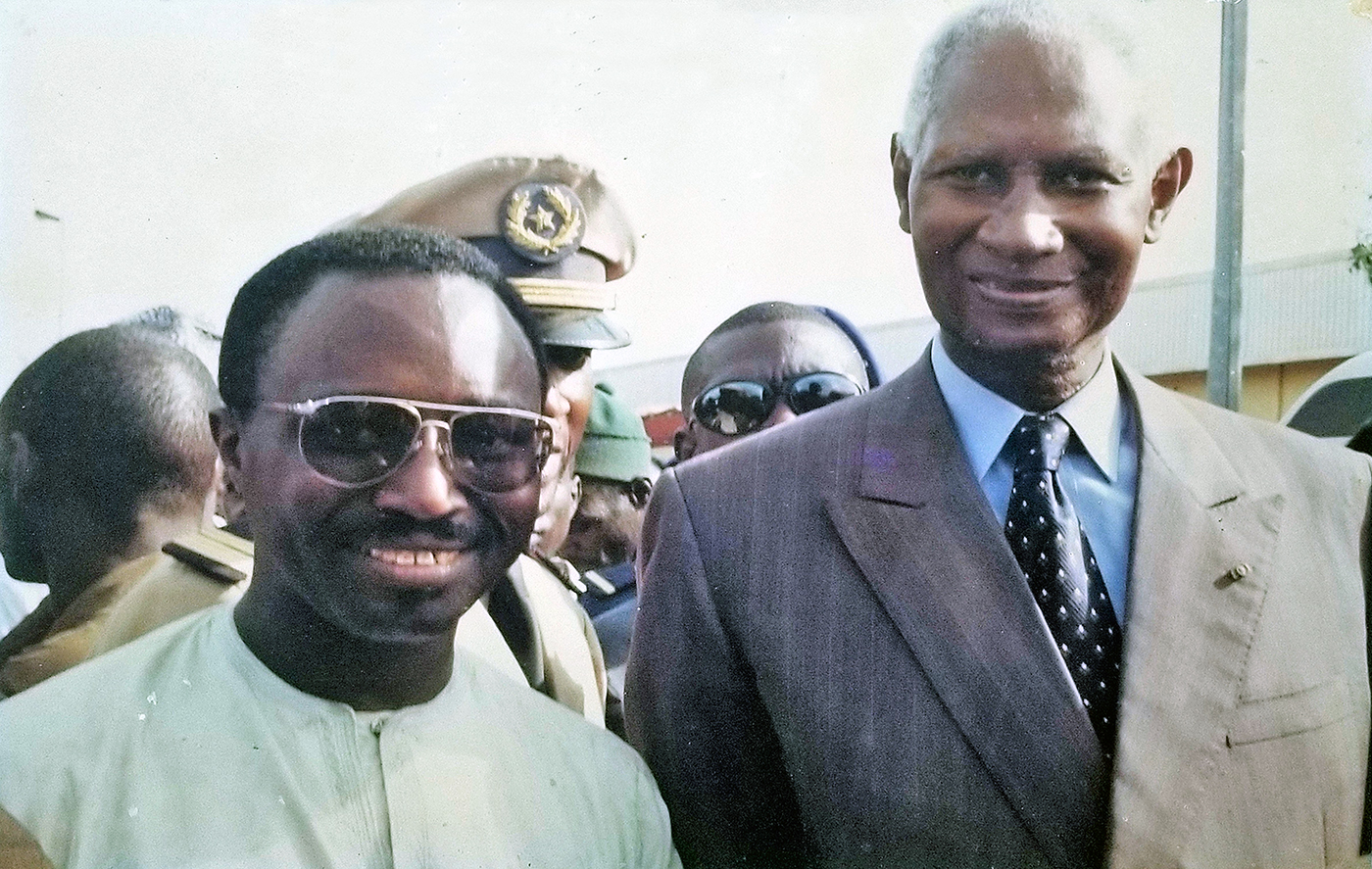
Momar NDAO et le Président Abdou DIOUF

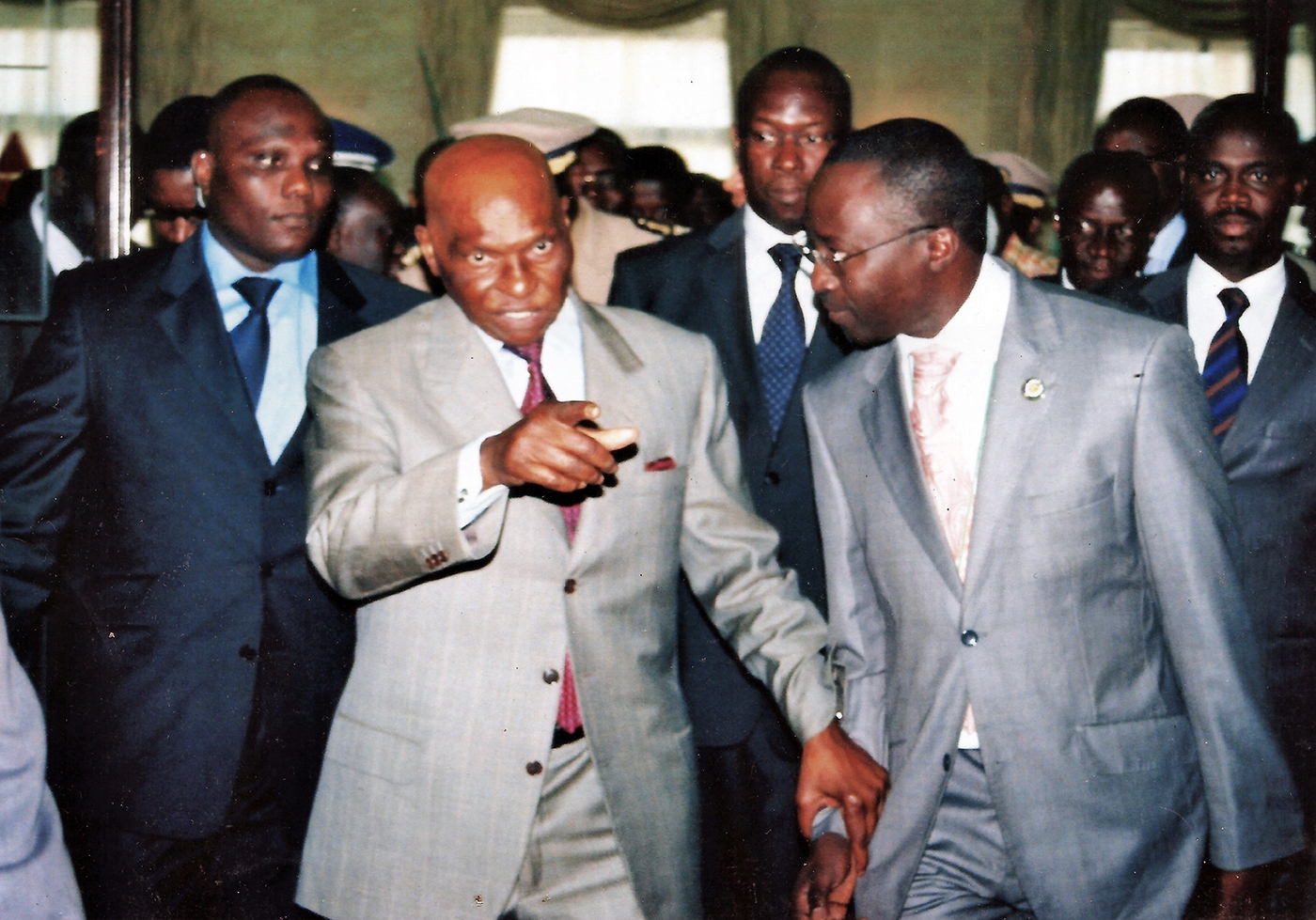
Momar Ndao et le Président Abdoulaye WADE

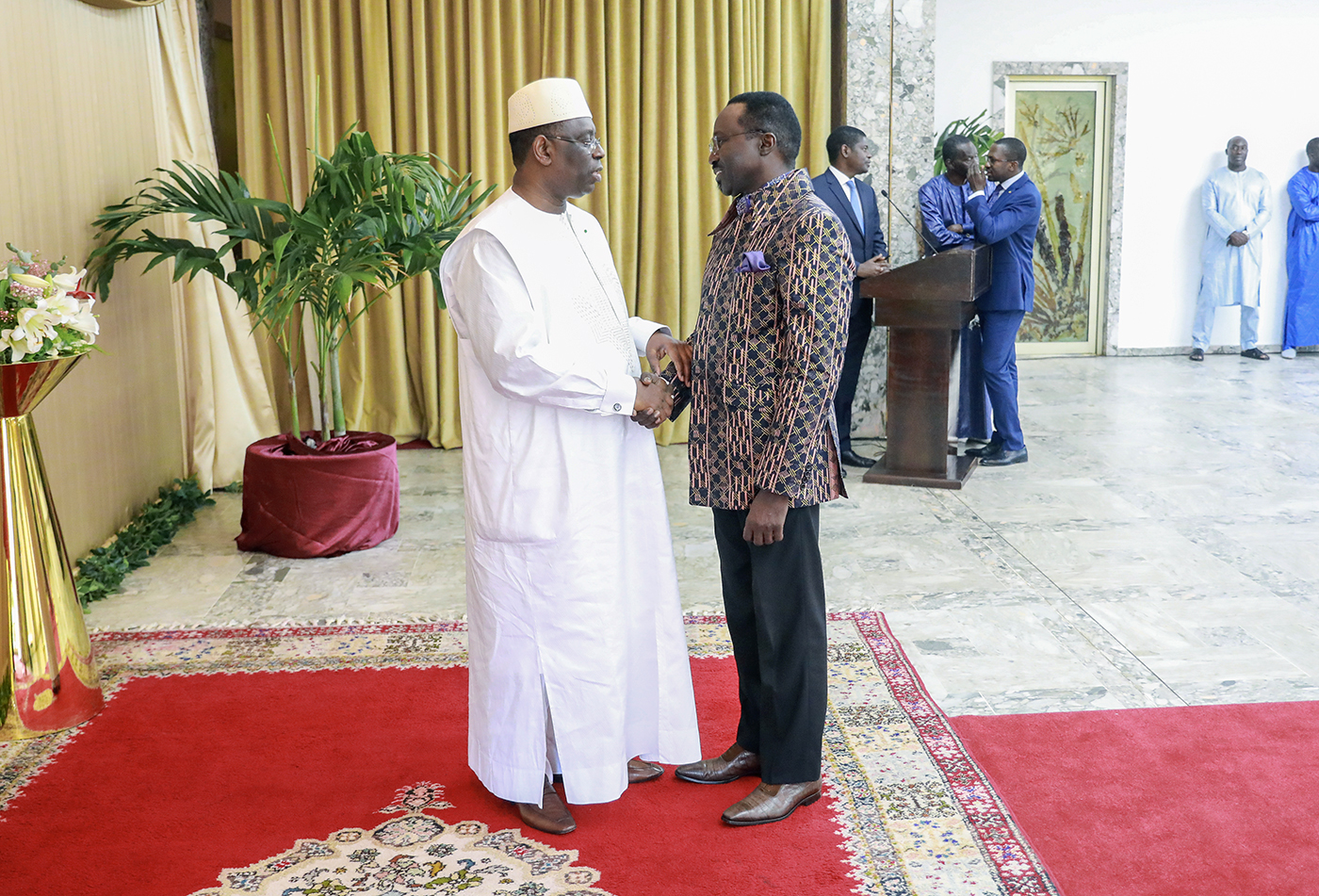
Momar Ndao et le Président Macky SALL

## Biographie
Il est de août 2004, à août 2012 le coordonnateur du Conseil des infrastructures de la Présidence de la République du Sénégal, organisme chargé de la transparence dans les contrats de partenariat public privé en matière d'infrastructures.
Il est secrétaire général de l'Association sénégalaise de normalisation, administrateur de l'Hôpital général Idrissa Pouye ex Hôpital Hôpital général de Grand Yoff de Dakar (ex-Centre de traumatologie et d'orthopédie).
Momar Ndao est depuis le 24 août 2011, Conseiller technique à la Présidence de la République du Sénégal, détaché au Conseil des infrastructures. Le 12 août 2013, il est nommé Conseiller technique à la Présidence de la République du Sénégal et Secrétaire permanent du Conseil des infrastructures.
Momar Ndao a été élevé au grade de Chevalier de l'Ordre national du Mérite de la République du Sénégal par décret n° 2015/374 du 19 mars 2015 pris par le Président de la République, Monsieur Macky SALL.  
Il est à nouveau élevé au grade de chevalier de l'Ordre national  du Lion sur proposition de la Grande chancellerie de l'Ordre national du Lion, par décret n°2024-840/PR du 27mars 2024, pris par le Président de la République, Monsieur Macky SALL.
Momar Ndao a été du 30 juin 2009, membre du Conseil économique et social de la République du Sénégal, dont il est le Président de la Commission de la Santé et des Affaires sociales jusqu'en 2013.

## Consumérisme
Il est depuis le 30 juin 2006, le président du réseau des associations de consommateurs de l'UEMOA
Il est depuis le 24 mars 2013, le président de la fédération sénégambienne des consommateurs F.C.
Le 30 mars 2008, il organise une manifestation contre la vie chère au Sénégal qui est violemment réprimée par la police.
Dans le cadre de la protection des consommateurs, il a inventé un séparateur Air/Eau pour compteur d'eau afin d'éviter aux consommateurs de voir leur compteur d'eau de facturer l'air en cas de coupure d'eau. Il a aussi conçu le premier système de navigation par satellite au monde qui parle Wolof, avec une cartographie numérique du Sénégal.

## Parcours politique

### Union Progressiste Sénégalaise U.P.S. et Parti Socialiste P.S.
Élu Président de l’association des consommateurs du Sénégal (ASCOSEN) le 30 avril 1994, il démissionne du Parti Socialiste (P.S.) ex Union progressiste sénégalaise (U.P.S), dans lequel il militait depuis 1976, pour se consacrer davantage à la défense des consommateurs. Membre de l’encadrement de l’Ecole du Parti Socialiste, il y a occupé le poste de Directeur associé chargé de la communication avec Feu Oumar Joe Mbaye et Cheikh Tidiane Dièye, conseiller du président Abdou Diouf.

### Rassemblement pour le peuple R.P.
Il reprend la politique sur la demande de Serigne Mamoune Niass, fils de son guide religieux, El hadji Ibrahima NIASS dit Baye Niass, et l’aide à créer, le 29 mars 2003, le Rassemblement pour le Peuple (R.P.), un parti centriste, dont il devint le porte parole.  Deux ans plus tard en mai 2005, Momar NDAO laisse tomber, à nouveau, la politique en démissionnant du R.P.  pour se consacrer, encore une fois, à la défense des consommateurs. 